# Freiformschmieden

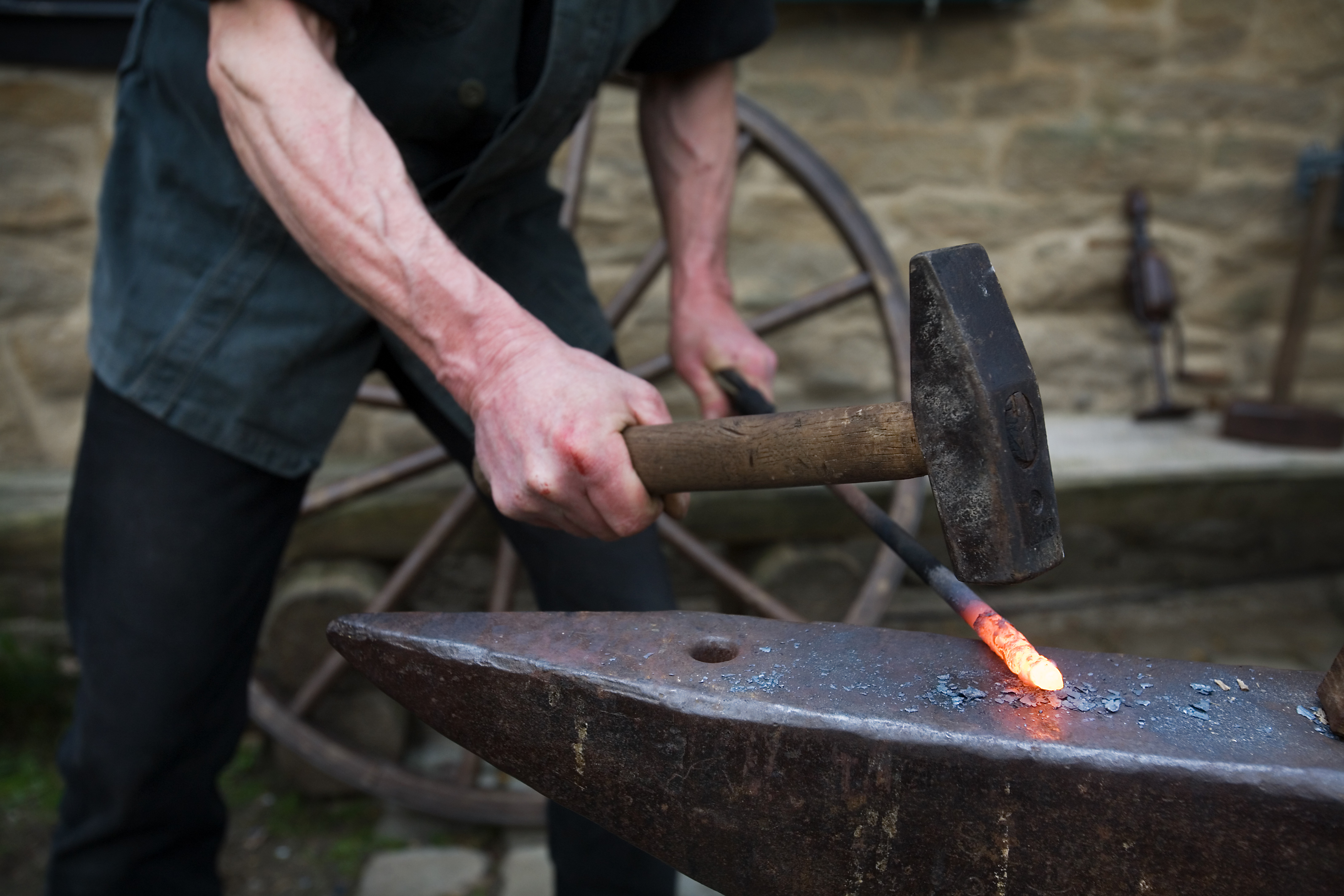
Manuelles Freiformschmieden mit dem Schmiedehammer auf dem Amboss

Das Freiformschmieden ist eine zum Schmieden gehörige spanlose Umformtechnik, die der werkzeugungebundenen Gestaltungserzeugung durch gezielte Werkstückbewegung dient. Sie wird in der Regel nur bei Einzelfertigung angewandt, da sie bei Serienfertigung unwirtschaftlich ist. Ziele der Umformung sind die Verbesserung der mechanischen Eigenschaften sowie die Rohteilherstellung.

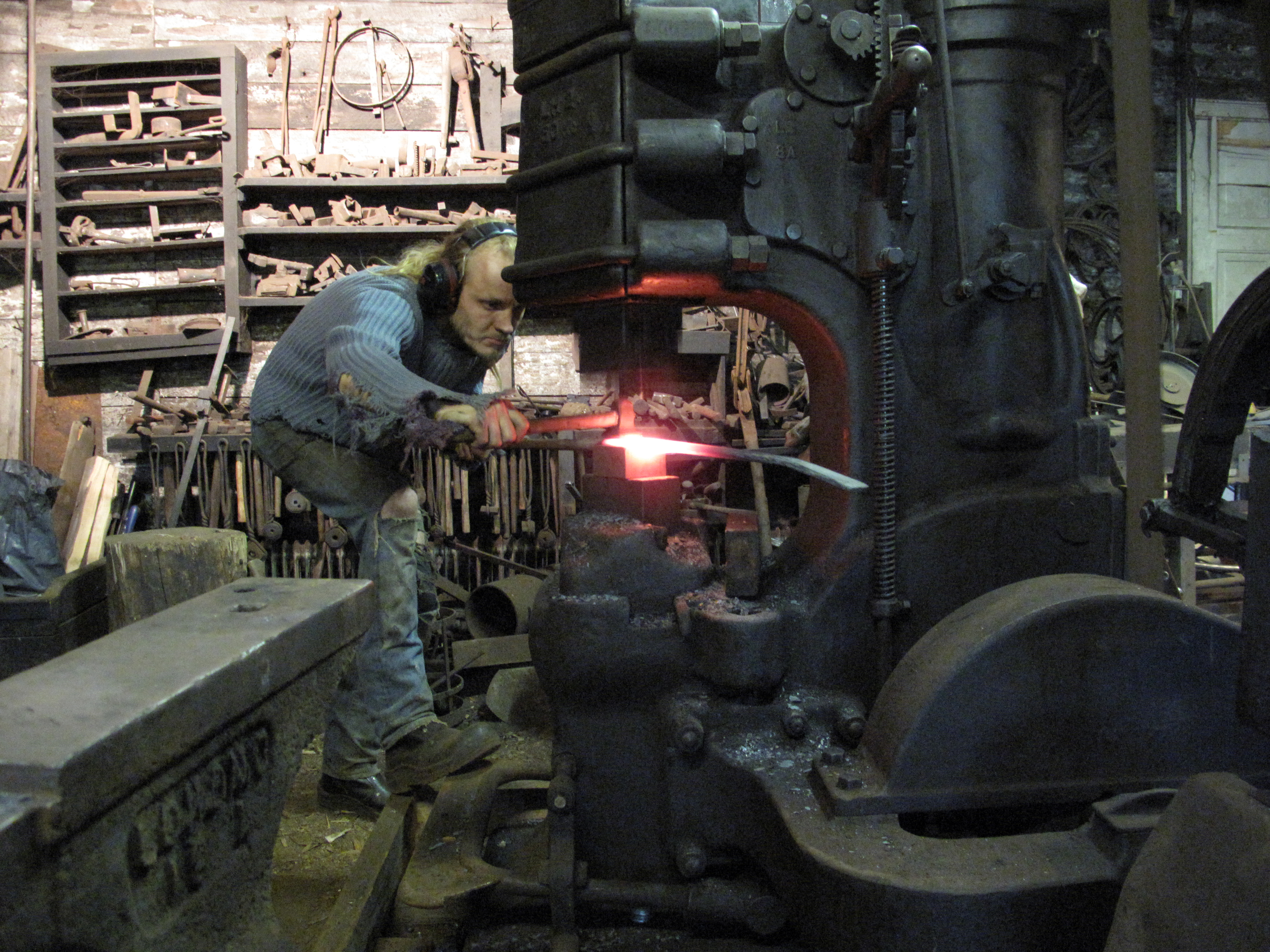
Manuelles Freiformschmieden mit Hilfe eines Lufthammers

Es wird zwischen dem manuellen und industriellen Freiformschmieden unterschieden. Das manuelle (Freiform-)Schmieden gehört zu den ältesten Handwerken in der Geschichte der Menschheit. Hier muss der Schmied die Form seines Werkstückes am Amboss oder z. B. Lufthammer frei erarbeiten, was Einfühlungsvermögen und vor allem Erfahrung bedeutet.

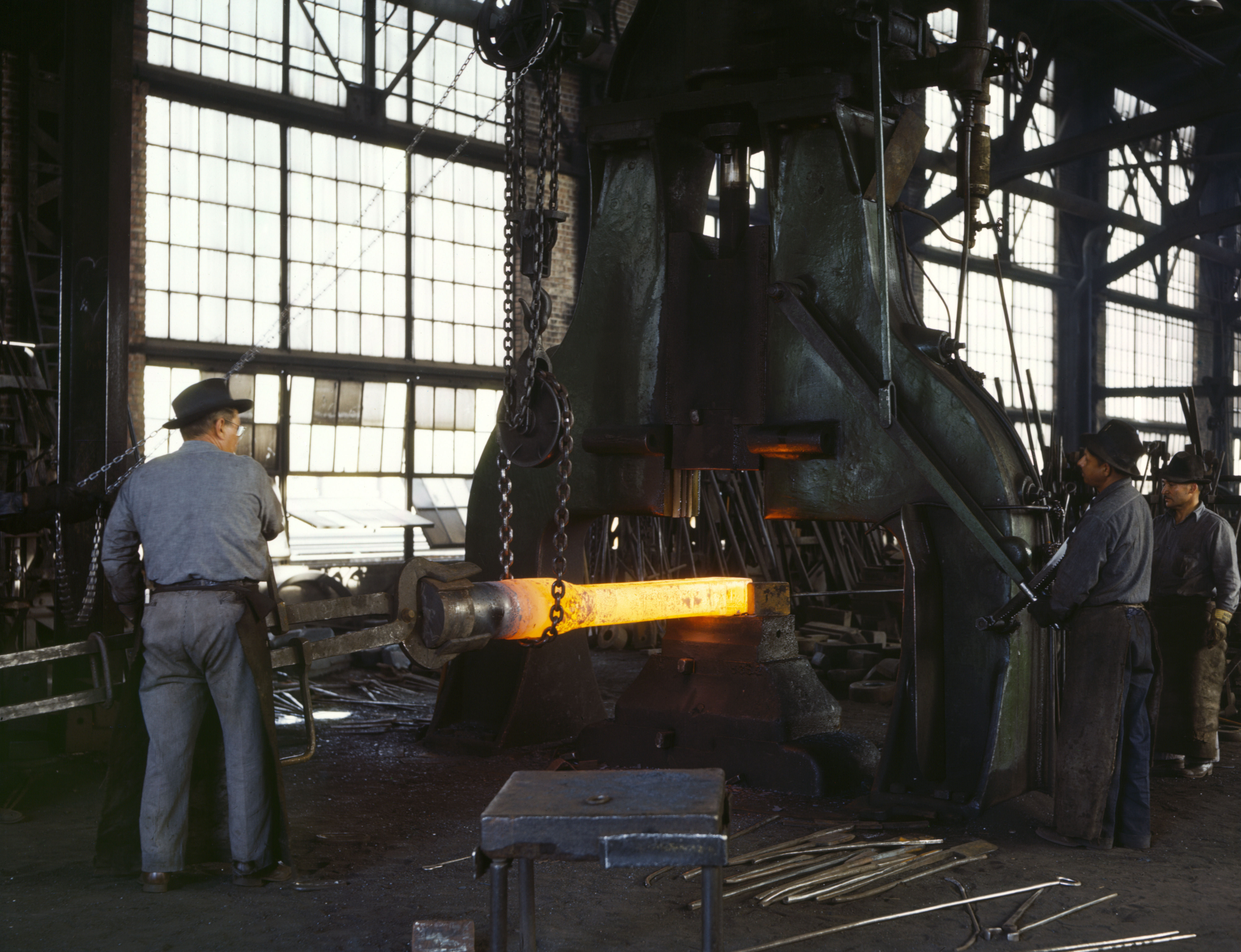
Industrielles Freiformschmieden unter einem Dampfhammer (hier in einem Eisenbahnausbesserungswerk)

Freiformen ist Druckumformung mit gegeneinander bewegten Werkzeugen. Die Werkzeuge (z. B. ein Schmiedesattel) können glatt sein oder teilweise die Form des Werkstückes enthalten. Die Werkstückform entsteht dabei durch gezielte Führung des Werkstückes und durch Steuerung der Auftreffwucht (Schlagenergie) des Bären. Es sind viele Arbeitshübe notwendig, bis das Werkstück seine gewünschte Form annimmt.
Industriell können Werkstücke von ca. 1 Kilogramm bis 350 Tonnen bearbeitet werden, beispielsweise Kurbelwellen, Walzen, Scheiben, Ringe oder Blöcke.
Freiformen lässt sich unterteilen in:
- Umformen durch Warmschmieden:
  - Absetzen
  - Breiten
  - Kehlen (bis in die Gegenwart geltende Technik der Schmiede bzw. Kunstschmiede zum linienförmigen Verzieren der zu bearbeiteten Werkstücke)
  - Recken
  - Rundkneten
  - Stauchen
  - Treiben
- Umformen durch Kaltschmieden:
  - Dengeln
  - Schweifen